# Giles Coren
Giles Coren (ur. 29 lipca 1969 w Paddington) – brytyjski dziennikarz, piszący głównie o londyńskich restauracjach. Jego ojcem jest pisarz i humorysta Alan Coren. W 2005 roku Giles Coren otrzymał Bad Sex in Fiction Award. 

## Kontrowersje
26 lipca 2008, Coren na łamach The Times opublikował kontrowersyjny artykuł "Two waves of immigration, Poles apart", w którym wyraził pogląd, że Polacy negują swój udział w Holocauście. Artykuł Corena skutkował nadesłaniem do redakcji The Times kilku listów ze skargami, w tym jednego od ambasador Polski w Wielkiej Brytanii – Barbary Tuge-Erecinska – zatytułowanego "Poland's role in the Holocaust". Ambasador napisała w tym liście, że "kwestia stosunków polsko-żydowskich została niesprawiedliwie i głęboko sfałszowana". W następnym tygodniu Coren odpowiedział na list ambasador, zaczynając od wyrażenia swojej satysfakcji z powodu oburzenia, jakie wywołał jego artykuł. Na zakończenie dziennikarz poprosił ambasador o wyjaśnienie czytelnikom sprawy pogromu kieleckiego, który miał miejsce 15 miesięcy po zakończeniu II wojny światowej, co wzbudziło oburzenie wśród czytelników, którzy zarzucili dziennikarzowi wybiórcze przedstawianie historii, złośliwość, a nawet trollowanie. W rezultacie do komisji Press Complaints Commission wpłynęło mnóstwo skarg na publikacje Corena, jednak w listopadzie 2008 komisja odmówiła podjęcia jakichkolwiek działań wobec Gilesa Corena.